# Cofides
Die Compañía Española de Financiación del Desarrollo (COFIDES) (deutsch: Spanische Entwicklungsfinanzierungsgesellschaft) besser bekannt unter dem Akronym Cofides, ist ein spanisches öffentliches Unternehmen, das Investitionen spanischer Unternehmen im Ausland finanziell unterstützt. Diese finanzielle Unterstützung erfolgt durch die Bereitstellung aus Eigenmitteln sowie öffentlicher Mittel der spanischen Regierung. Sie wird wie die französische Bpifrance und die italienische Cassa Depositi e Prestiti auch als Staatsfonds betrachtet.
Es handelt sich um ein Unternehmen mit gemischter Kapitalbeteiligung, das sich mehrheitlich im Besitz des öffentlichen Sektors befindet, an dem jedoch auch einige der größten spanischen Banken sowie die Entwicklungsbank für Lateinamerika und die Karibik beteiligt sind.
Der Hauptsitz des Unternehmens befindet sich am Paseo de la Castellana 278 in Madrid, einem Gebäude, das es sich mit seinem Hauptaktionär, der ICEX España Exportación e Inversiones, teilt.
Im Juli 2025 wurde das verwaltete vermögen auf 5,53 Milliarden USD beziffert.

## Geschichte
Die Gründung dieses Unternehmens wurde am 12. Februar 1988 durch eine Ministerratsvereinbarung genehmigt und am 29. Dezember 1988 durch öffentliche Urkunde formalisiert.
Mit der Verabschiedung des Gesetzes 66/1997 vom 30. Dezember über steuerliche, administrative und sozialpolitische Maßnahmen wurde ihm die Verwaltung von drei öffentlichen Fonds übertragen: 
- dem Garantiefonds für die Finanzierung ausländischer Investitionen,
- dem Fonds für ausländische Investitionen und
- dem Fonds für ausländische Investitionen für kleine und mittlere Unternehmen.

Die beiden letztgenannten bestehen noch heute und werden von Cofides verwaltet.
Das Unternehmen verwaltet im Auftrag des Staates zwei Fonds, FIEX und FONPYME. COFIDES hielt sich als öffentlicher Geldgeber bedeckt, bis es kürzlich ein Joint Venture mit dem omanischen SGRF gründete, um sowohl in omanische als auch in spanische Unternehmen zu investieren. Damit folgte es anderen europäischen SDFs wie dem russischen RDIF, der französischen Bpifrance und der italienischen CDP Equity.
In den folgenden Jahren wurden weitere Fonds verwaltet, die aufkamen und wieder verschwanden. Der jüngste davon war der im Juni 2024 gegründete Social Impact Fund.
Ebenso hat die Regierung in den letzten Jahren die Ausweitung der Zahl privater Anteilseigner gefördert und neue Anteilseigner integriert, wie beispielsweise die Banco Popular im Dezember 2013 oder die Entwicklungsbank von Lateinamerika und der Karibik im darauffolgenden Jahr.

## Besitzverhältnisse
Die Beteiligungsstruktur von Cofides ist gemischt, d. h. das Kapital verteilt sich auf öffentliche und private Einrichtungen:

### Öffentliches Kapital
- ICEX Spain Export and Investment: 25,74 %.
- Instituto de Crédito Oficial: 20,31 %.
- ENISA: 7,63 %.

### Privates Kapital
- Banco Santander: 20,17 %.
- BBVA: 16,68 %.
- Banco Sabadell: 8,33 %.
- CAF – Entwicklungsbank Lateinamerikas und der Karibik: 1,14 %.

## Mitgliedschaften
Sie ist Mitglied im International Forum of Sovereign Wealth Funds (IFSWF) und hat sich damit verbunden auch den Santiago-Prinzipien für angemessenes Handeln und ordentlicher Geschäftstätigkeit verschrieben.